# Euphthiracarus parafusulus
Euphthiracarus parafusulus är en kvalsterart som beskrevs av Wojciech Niedbała 2002. Euphthiracarus parafusulus ingår i släktet Euphthiracarus och familjen Euphthiracaridae. Inga underarter finns listade i Catalogue of Life.